# Ranker

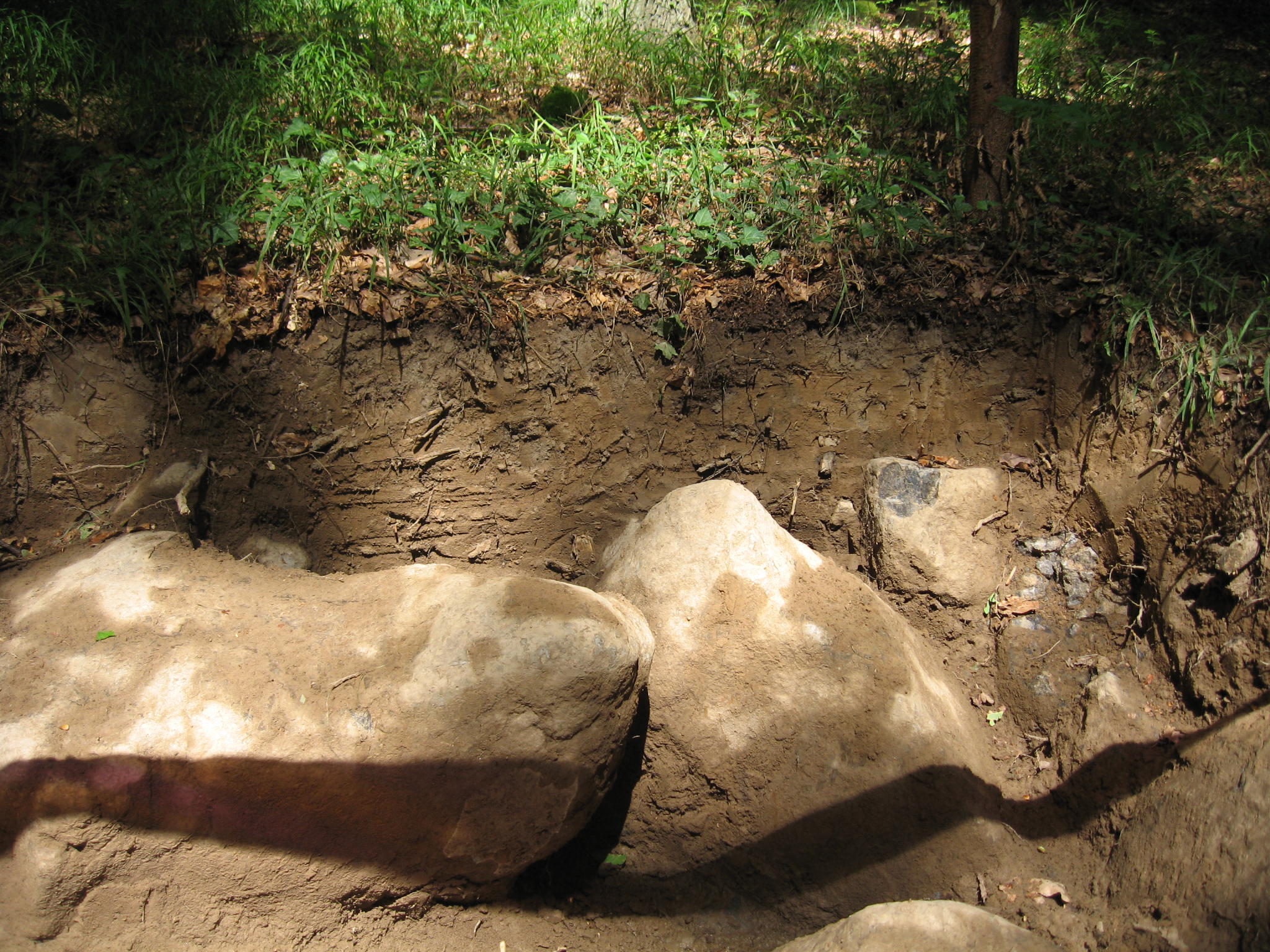
Ejemplo de rankers

Los rankers son suelos desarrollados sobre material no calcáreo, generalmente roca. Se consideran en algunas clasificaciones de suelos como suelos litomorfos, grupo en el que también se incluyen las rendzinas, suelos similares sobre material calcáreo. A menudo se les llama suelos A/C, ya que la capa superficial u horizonte A se encuentra inmediatamente sobre un horizonte C (material parental inalterado). 